# Amber Kraak
Amber Kraak (* 29. Juli 1994 in Oss) ist eine niederländische Radrennfahrerin und ehemalige Ruderin.

## Sportlicher Werdegang
Kraak betrieb zunächst Rudern und gewann 2016 bei den U23-Weltmeisterschaften zusammen mit Anne Marie Schonk den Titel im Leichtgewichts-Doppelzweier. Sie gehörte zur Reserve des niederländischen Olympiakaders und betrieb nebenher Radsport als Ausgleichssport. Nachdem sie mit der Zeit mehr Gefallen an diesem Sport gefunden hatte, widmete sie sich ab 2019 vollständig dem Radsport. Mitte 2021 wurde sie vom Team Jumbo-Visma verpflichtet und konnte den Sport so professionell betreiben.
Im Frühjahr 2022 gewann sie mit der Volta Limburg Classic ein Rennen des niederländischen Radkalenders. Im Herbst des Jahres konnte sie als Zweite beim GP Plouay erstmals das Podium bei einem WorldTour-Rennen belegen.
Bei La Périgord Ladies (Kategorie 1.2) erzielte sie im August 2023 ihren ersten Einzelerfolg bei einem UCI-Rennen. Zwei Wochen darauf wurde sie Dritte bei der Tour of Scandinavia 2023. Seit 2024 fährt sie für FDJ-Suez, unter deren Farben sie bei der UAE Tour ihren ersten Etappensieg in der WorldTour erzielte.
Sie bestritt zudem den Giro d’Italia Donne 2022, die Vuelta Femenina 2023 und die Tour de France Femmes 2023.

## Erfolge

### Rudern
2016
Weltmeisterin im Leichtgewichts-Doppelzweier

### Straßenradsport
2022
Bergwertung Tour of Scandinavia
2023
Mannschaftszeitfahren Vuelta Femenina
La Périgord Ladies
2024
eine Etappe UAE Tour
2025
- eine Etappe Tour de Suisse Women